# Vilém Hrubý
Vilém Hrubý (18. listopadu 1912 Říkovice – 23. září 1985 Brno), původní profesí pedagog, vlastivědný pracovník, muzejník, archeolog, objevitel prvního křesťanského kostela prokazatelně náležejícího do období Velké Moravy v poloze Na Valách.

## Život
Se jménem prof. Viléma Hrubého jsou spojeny významné archeologické objevy na našem území z velkomoravského období (cca 9. až první půle 10. století), především hradiště Veligradu, které se nacházelo na území dnešního Starého Města a Uherského Hradiště, a přilehlých lokalit.
S touto lokalitou je spojena i významná část jeho života. Vilém Hrubý se sice narodil v obci Říkovice jižně od Přerova, ale již v prvním roce jeho života se rodiče přestěhovali do Uherského Hradiště.
Po maturitě v roce 1932 působil jako učitel na školách ve Spytihněvi, v Jankovicích, v Sušicích, ve Starém Městě, od roku 1943 v Uherském Hradišti. Vzhledem k jeho neustále rozšiřujícím se aktivitám během pedagogické praxe se postupně vyvázal z oblasti školství a nastoupil do Slováckého muzea jako správce archeologických sbírek. Na tomto pracovišti systematicky uspořádal nálezy z oblasti Uherskohradišťska. Brzy přestoupil do tehdejšího Moravského musea, dnes Moravského zemského muzea, v němž již natrvalo zakotvil. S tímto pracovištěm je spojena jeho úspěšná vědecká dráha.
Archeolog proslul v roce 1948 jako objevitel druhé, resp. první tehdy doložené velkomoravské zděné stavby, kostela na zatím největší nalezené nekropoli slovanského osídlení ve staroměstské lokalitě Na Valách v těsném sousedství Schildrova mlýna. Tehdy jako čerstvý vedoucí archeologického výzkumu navázal na předchozí archeologickou činnost jeho předchůdce, staroměstského učitele a amatérského archeologa Antonína Zelnitia. Pozoruhodný objev negativu základů křesťanského kostela z poloviny 9. století usměrnil profesní zájem Viléma Hrubého do oblasti archeologie slovanské. Následovala celá řada dalších významných objevů na území Starého Města, Uherského Hradiště, Modré, Velehradu, Zlechova, Ostrožské Nové Vsi v poloze Oráčiny, Hluku v poloze Hluboček a na Hradisku sv. Klimenta u Osvětiman. Odkryta byla další pohřebiště, sídliště, řemeslnické areály a opevnění.
K nejvýznamnějším objevitelským počinům patří zejména komplex sakrálních staveb i se zázemím na tzv. Sadské metropolitní výšině, dnes Výšině svatého Metoděje v uherskohradišťské městské části Sady (Derfla), pravděpodobné působiště slovanských věrozvěstů Konstantina a Metoděje. Významem nezaostává ani objevení zdiva základů velkomoravské rotundy sv. Michala v kněžišti kostela svatého Michaele archanděla ve Starém Městě v poloze Na Dědině a bezprostředně sousedící základy profánní kamenné stavby palácového typu z 9. až 12. století se třemi druhy lité maltové podlahy, pravděpodobného mocenského centra Velkomoravské říše. Nezůstával pouze u terénní práce a objevů, následovalo samozřejmě vyhodnocení nálezů a publikační a přednášková činnost. Vilém Hrubý byl vysoce ceněným vysokoškolským pedagogem a autorem a koordinátorem mnoha výstav a expozic. V období 1956–1974 byl Vilém Hrubý předsedou moravské sekce Československé společnosti archeologické a v letech 1970–1980 předsedou Moravského archeologického klubu.

## Činnost studijní
- maturita na učitelském ústavu (1932)
- studium archeologie na Masarykově univerzitě v Brně

## Činnost pedagogická
- učitel na měšťanských a obecných školách v okolí Uherského Hradiště (1933–1948)
- externí pedagog na katedře prehistorie filozofické fakultě UJEP v Brně (od 1952)
- přechodně přednášky na přírodovědecké fakultě UJEP v Brně (1954–1955) a na filozofické fakultě Univerzity Komenského v Bratislavě (1969).

## Činnost osvětová (nejčastější témata přednášek – výběr)
- Úvod do studia slovanské archeologie
- ČSSR v době slovanské
- Materiální kultura a společenské poměry říše velkomoravské
- Seminář pro slovanskou archeologii
- Evropa v době bronzové
- Terénní teorie a praxe
- Úvod do muzeologie

## Činnost vědecká – pracovní
- správce archeologické sbírky Slováckého muzea v Uherském Hradišti (1933–1948)
- vědecký pracovník do Moravského muzea v Brně (od 1948)
- jmenován vedoucím archeologického výzkumu ve Starém Městě u Uherského Hradiště (od 1948)

## Činnost vědecká – publicistická
- přednášky na vědeckých konferencích a na vzdělávacích fórech
- publikace v denní tisku
- spolupráce s Československým rozhlasem a s Československou televizí

## Činnost muzejní
- výstava „Z moravských archeologických výzkumů“ v Moravském muzeu (1949, široká veřejnost byla seznámena s prvními objevy a nálezy z velkomoravského mocenského ústředí ve Starém Městě)
- výstava „Staroslovanská Morava“ (1954)
- památník Velké Moravy ve Starém Městě v poloze „Na Valách“ (1958-1959)
- instalace expozice „Pravěk Moravy“ v Moravském muzeu (1950)
- reinstalace expozice „Pravěk Moravy (1966)
- podíl na vybudování putovní výstavy „Velká Morava“, (1963, výstava procestovala řadu zemí světa, např. Rusko, Švédsko, Německo, Slovensko, Rakousko, Polsko. Z počtu výstav, na nichž se podílel, a jejichž počet přesahuje osmdesátku, je zřetelná obdivuhodná rozsáhlost výstavní činnosti Viléma Hrubého)

## Činnost archeologická
- Čeložnice (mohylového pohřebiště ze střední doby bronzové)
- Staré Město
- Modrá u Velehradu
- Hluk
- Osvětimany – hradisko svatého Klimenta
- Zlechov (sídliště z mladší doby římské a časného stěhování národů)
- Tzv. metropolitní výšina v Uherském Hradišti - Sadech (komplex církevních staveb, který Vilém Hrubý spojoval s působením byzantské mise věrozvěstů Konstantina a Metoděje)

## Tituly
- doktor filozofie
- docent (1960)
- kandidát historických věd (1960)
- doktor věd (1966)
- profesor (1969, podrobil se jmenovacímu řízení na řádného profesora pro obor prehistorické archeologie, oficiálně mu však za jeho života nebyl předán)

## Ocenění
- Cena za vědu, umění a práci osvětovou Krajského národního výboru ve Zlíně 1949
- Státní vyznamenání Za vynikající práci 1968
- Čestné občanství Starého Města 1969

## Dílo
- Mohylová kultura na Moravě (Brno 1950)

monografie:
- Staré Město, velkomoravské pohřebiště Na Valách (1955)
- Staré Město – Velehrad, ústředí z doby Velkomoravské říše (Praha 1964)
- Staré Město – Velkomoravský Velehrad (1965)